# Viaggio con Charley
Viaggio con Charley (titolo originale Travels with Charley: In Search of America) è un reportage di viaggio dello scrittore statunitense John Steinbeck, premio Nobel per la letteratura, pubblicato nel 1962.

Nel 1960 Steinbeck si appresta a compiere attraverso gli Stati Uniti il viaggio che racconterà in questo libro con il proposito di ristabilire con il proprio paese un legame duraturo.

## Trama
L'antica ed istintiva passione per i viaggi, il desiderio di riappropriarsi della sua prima ispirazione di romanziere inducono lo scrittore, a cinquantotto anni, a ripetere l'esperienza degli antichi pionieri.
Il viaggio che compie l'autore non è però quello su un carro trainato da cavalli come cento anni prima o su un camion strapieno di masserizie come i coloni esuli del suo romanzo Furore, ma su un moderno furgone attrezzato con tutte le comodità al quale,  con una citazione dal Don Chisciotte, dà il nome ironico di Ronzinante.

Come compagno di viaggio Steinbeck sceglie un cane, un barboncino francese di nome Charles le Chien, detto Charley 
 molto dignitoso e capace di esprimere la propria opinione scuotendo la coda, facendo uggiolii e abbaiando.
In settembre Steinbeck e Charley partono da New York sul loro Ronzinante e si dirigono a nord, in Canada, attraversando il New England, poi, costeggiando il confine fino ad occidente, si recano a visitare il Middle West e in seguito, sempre nella direzione nord-ovest, attraversano le Montagne Rocciose e arrivano alla costa del Pacifico. Dal Pacifico discendono in California e iniziano il viaggio di ritorno attraverso il Texas e la Louisiana fino a New York dove arrivano per Natale.
Durante il viaggio fanno numerosissimi incontri dai quali nascono tante riflessioni.
Quello che interessa a Steinbeck sono gli uomini e ogni occasione è buona per scambiare parole con ogni sorta di persone, dal cameriere al garagista, dal negoziante ai compagni di viaggio occasionali.
Con essi lo scrittore intesse dialoghi che riguardano i grandi problemi dell'America del suo tempo: la questione razziale, la questione atomica, la segregazione razziale.
Da queste conversazioni, che spesso si limitano a poche parole, Steinbeck trae il materiale per lunghe riflessioni a bordo del suo Ronzinante mentre percorre chilometri e chilometri o quando sosta la notte nei luoghi più diversi in compagnia di Charley.

E infine, dopo aver viaggiato rifuggendo dalle città congestionate dal traffico, evitando le autostrade e i luoghi turistici, sostando nelle cittadine di provincia o nelle fattorie per ritrovare il ritmo lento che concede ancora il piacere di godere delle piccole cose, si ritrova a New York frastornato dal traffico, impedito dai divieti e non riesce ad imboccare la strada per casa sua. 

## Edizioni italiane
- Viaggio con Charley, traduzione di Luciano Bianciardi, Milano, Rizzoli, 1969,  p. 206.
- Viaggio con Charley. Per le strade d'America un uomo, un cane, una roulotte, Milano, BUR, 1974.
- Viaggio con Charley, introduzione di Daniele Giglioli, Collana Scrittori Contemporanei, Milano, BUR, 2005, ISBN 978-88-17-00773-3.
- Viaggi con Charlie. Alla ricerca dell'America, a cura di Luigi Sampietro, Collana Tascabili, Milano, Bompiani, 2017, ISBN 978-88-452-9372-6.